# Trichoniscus rhenanus
Trichoniscus rhenanus là một loài chân đều trong họ Trichoniscidae. Loài này được Graeve miêu tả khoa học năm 1913.